# Mad Father
Mad Father (Japonés: マッドファーザー, Hepburn: Maddofāzā) es un videojuego de terror de software libre, RPG y puzle. El juego fue hecho por el desarrollador japonés Sen, publicado por Miscreant's Room y lanzado el 10 de diciembre del 2012. El juego se centra alrededor de una niña de 11 años llamada Aya, que irrumpe dentro del laboratorio secreto de su padre para descubrir la horrible verdad que ella busca. La versión de Steam, publicada por AGM Playism, fue lanzado el 23 de septiembre del 2016 y el 5 de noviembre del 2020 en Nintendo Switch.

## Trama
Mad Father tiene lugar en el norte de Alemania, donde la protagonista de 11 años, Aya Drevis, una niña que vive sola con su padre y la ayudante de este desde que falleció su madre. Todas las noches Aya escucha gritos escalofriantes y gemidos agonizantes que provienen del laboratorio que trabaja su padre. Aya ignora todo lo malo que hace su padre. Jamás hablan sobre el tema y no se acerca al lugar en el que "trabaja" este. Pero una noche escucha a su padre gritar y al salir a buscarlo para ayudarlo, se encuentra con horribles adefesios que resultan ser las almas torturadas de las víctimas de su padre. Aya, a pesar del peligro y de saber que el culpable de la situación es nada menos que su padre, sin importar como, hará cualquier cosa para salvarlo. 

## Personajes

### Aya Drevis

#### Apariencia
Aya es una joven de piel pálida y cabello largo y negro, que lleva atado en una media cola con una gran cinta rosa.
En el juego, se la ve vistiendo un delantal blanco sobre un vestido azul oscuro, que tiene mangas abullonadas y puños blancos. Ella también usa calcetines blancos y zapatos negros. Alrededor de su cuello, lleva un colgante de oro.
Alrededor de los 7 u 8 años (En los flashbacks), Aya tiene el cabello hasta los hombros, atado en dos coletas en las cuales hay dos cintas azules. Llevaba un vestido azul pálido sobre una camisa de vestir blanca.